# Elisabeth Östman

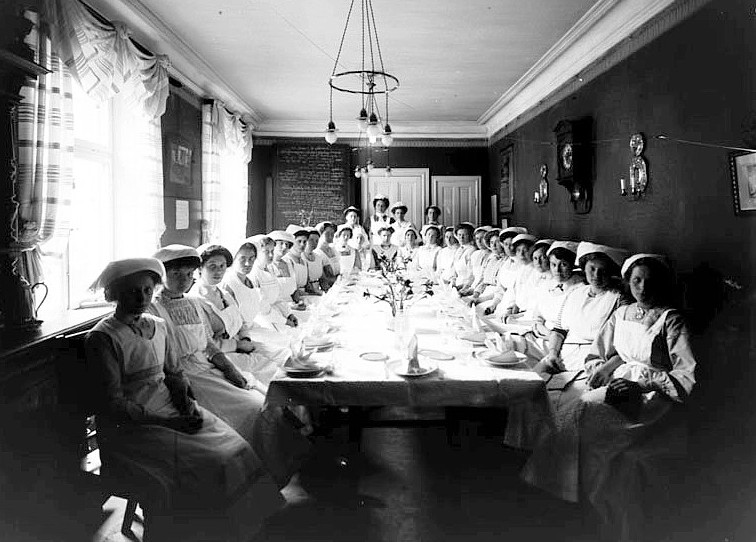
Matsalen i Östmans Husmodersskola 1912. Troligen är det Elisabeth Östman som sitter längst bort vid bordets kortsida.

Laura Elisabeth Östman (även Elisabeth Östman-Sundstrand), född 3 augusti 1869 i Skoklosters socken, död 3 mars 1933 i Klara församling, Stockholm, var en svensk hushållslärare som drev Elisabeth Östmans Husmodersskola i Stockholm. Hon var författare till bland annat Iduns kokbok och redaktör för veckotidskriften Idun.

## Liv och verk

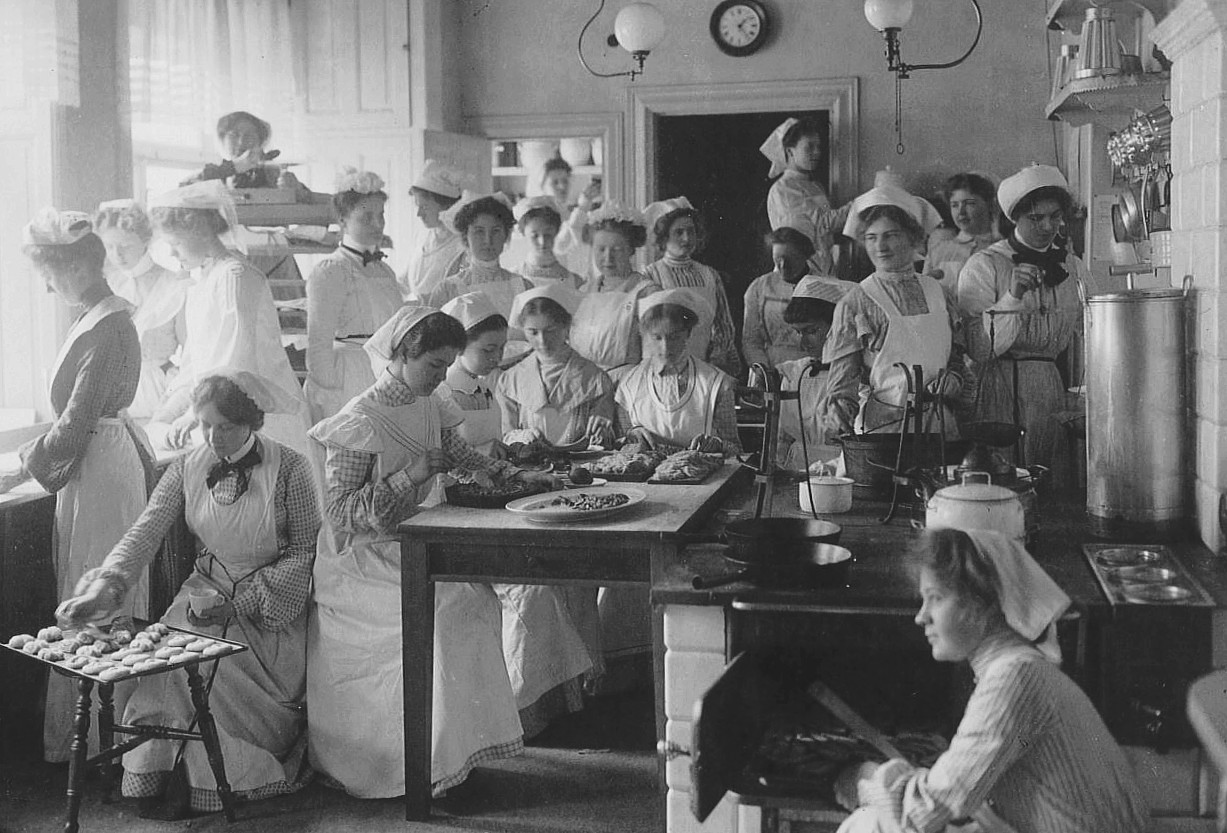
Elisabeth Östmans Husmodersskola med personal från Landelius konditori.

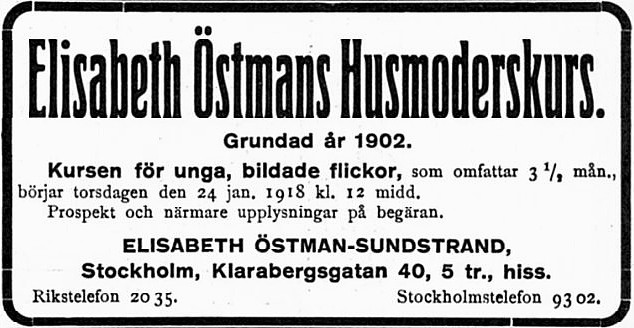
Annons från 1918.

Östmans far var Lars Johan Östman (1825–1894), kyrkoherde i Skoklosters och Funbo socknar. Hennes mor var Anna Östman, född Kerfstedt (1839–1923). Elisabeth Östman tog skolkökslärarinneexamen vid Fackskolan för huslig ekonomi i Uppsala 1899 och blev där lärarinna i huslig ekonomi 1899–1902. År 1902 startade hon Elisabeth Östmans Husmoderskurs i Stockholm, senare kallad Elisabeth Östmans Husmodersskola.
Till en början låg skolan på Jakobsbergsgatan 34. Efter 1908 var hon redaktör för tidningen Idun med Iduns Köksalmanacka och Hjälpreda för hemmet. Hon biträdde Stockholms gasverk vid konstruktion och utprovning av gasspisar och skrev bruksanvisningar för gasspisar av fabrikat Husqvarna, Norrahammar, Bolinders och Näfveqvarn.
Hon gifte sig någon gång mellan 1911 och 1913 med byggnadsingenjören Carl Cristian Sundstrand (1876–1921) och antog namnet Östman-Sundstrand. Paret förblev barnlös. Familjen var välbärgad och bodde efter 1913 i det nybyggda bostadshuset på Klarabergsgatan 40 (numera rivet). På fastighetens vindsvåning bedrev hon sin Husmodersskola. 1914 annonserade Östman i tidskriften Idun att hon även kommer att hålla kurser i vegetarisk matlagning i det ”stora, nyinredda köket” på Klarabergsgatan.  För ändamålet skickade hon en av sina lärarinnor på studieresan till Tyskland för att ”grundligt sätta sig in i den moderna vegetarianska kokonsten”. 
Hon engagerade sig även politiskt. Bland de femton kvinnorna som fanns i Stockholms stadsfullmäktige 1919 var Elisabeth Östman-Sundstrand en av dem, vald på två år. Efter hennes död 1933 drevs Elisabeth Östmans Husmodersskola vidare under samma namn och på samma adress (Klarabergsgatan 40). 1949 upptas skolan under ”Skolor för huslig utbildning” i Statens offentliga utredningar 1949:55. Där anges bland annat att föreståndare är skolkökslärarinnorna G. Gardin och K. Widström. Elisabeth Östman fann sin sista vila på Norra begravningsplatsen, där hon gravsattes under namnet Laura Elisabet Sundstrand den 9 mars 1933.

## Publikationer (urval)[7]

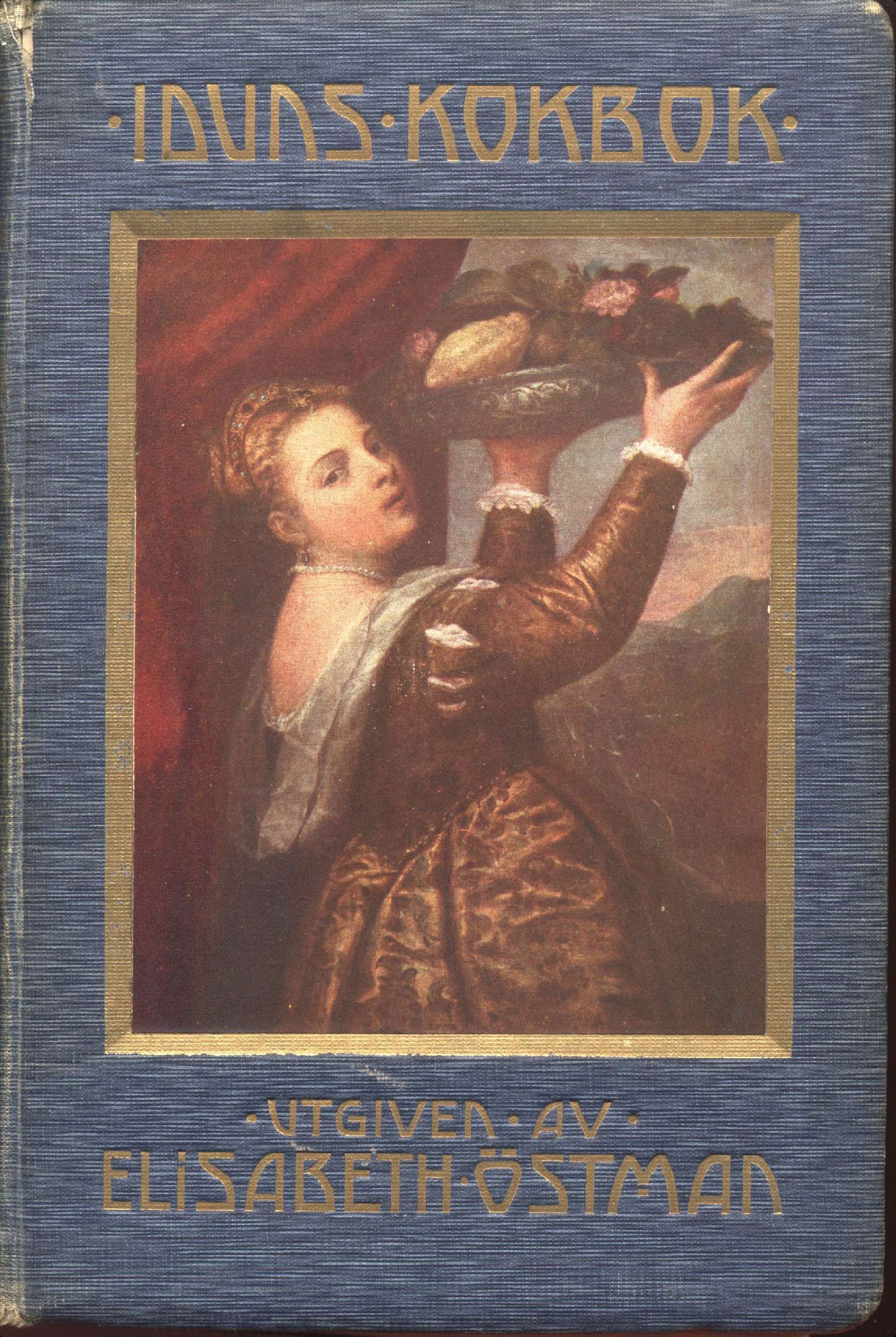
Iduns kokbok.

- Iduns kokbok, första upplaga 1911, sista och 15:e upplaga 1932.
- Några anvisningar för användning av gasstekugn, 1912.
- Bruksanvisning för gasspisar och gasstekugnar samt matrecept utarbetade i Stockholms gasverks provkök, 1925.
- Iduns Köksalmanacka, utkom varje vecka med matlagningsförslag för varje veckodag.
- Iduns hjälpreda för hemmet, 1904–1920.
- C. Rathcke, Praktisk hushållsbok, omarbetad av Elisabeth Östman-Sundstrand, 1913.
- Svenska elektricitetsverkens värmeackumulerande elektriska spis Seves modell n:o 1, 1922.